# Esqui alpino nos Jogos Paralímpicos de Inverno de 2018 - Super-G masculino
As provas de super-G masculino do esqui alpino nos Jogos Paralímpicos de Inverno de 2018 foram disputadas no Centro Alpino Jeongseon, localizado em Bukpyeong-myeon, Jeongseon, em 11 de março.

## Medalhistas
| Medalha | Atletas sentados      | Atletas em pé      | Deficientes visuais                             |
| ------- | --------------------- | ------------------ | ----------------------------------------------- |
| Ouro    | CAN Kurt Oatway       | SUI Theo Gmür      | SVK Jakub Krako / Branislav Brozman (guia)      |
| Prata   | USA Andrew Kurka      | FRA Arthur Bauchet | ITA Giacomo Bertagnolli / Fabrizio Casal (guia) |
| Bronze  | FRA Frédéric François | AUT Markus Salcher | SVK Miroslav Haraus / Maroš Hudík (guia)        |

## Resultados

### Atletas sentados
| Pos. | Bib | Atleta                       | Tempo   | Diferença |
| ---- | --- | ---------------------------- | ------- | --------- |
| 01 ! | 63  | CAN Kurt Oatway              | 1:25.83 | —         |
| 02 ! | 60  | USA Andrew Kurka             | 1:26.89 | +1.06     |
| 03 ! | 53  | FRA Frédéric François        | 1:26.98 | +1.15     |
| 4    | 52  | NOR Jesper Pedersen          | 1:27.10 | +1.27     |
| 5    | 49  | JPN Akira Kano               | 1:27.45 | +1.62     |
| 6    | 64  | FRA Yohann Taberlet          | 1:27.46 | +1.63     |
| 7    | 59  | NED Jeroen Kampschreur       | 1:27.63 | +1.80     |
| 8    | 62  | JPN Taiki Morii              | 1:27.70 | +1.87     |
| 9    | 61  | AUT Roman Rabl               | 1:28.14 | +2.31     |
| 10   | 57  | POL Igor Sikorski            | 1:28.41 | +2.58     |
| 11   | 54  | NZL Corey Peters             | 1:28.80 | +2.97     |
| 12   | 55  | USA Tyler Walker             | 1:29.10 | +3.27     |
| 13   | 48  | JPN Takeshi Suzuki           | 1:29.41 | +3.58     |
| 14   | 56  | NED Niels de Langen          | 1:29.85 | +4.02     |
| 15   | 66  | KOR Han Sang-min             | 1:30.90 | +5.07     |
| 16   | 68  | AUS Mark Soyer               | 1:32.32 | +6.49     |
| 17   | 77  | MEX Arly Velásquez           | 1:32.67 | +6.84     |
| 18   | 71  | KOR Lee Chi-won              | 1:33.35 | +7.52     |
| 19   | 78  | CRO Dino Sokolović           | 1:33.48 | +7.65     |
| 20   | 79  | CZE Pavel Bambousek          | 1:34.52 | +8.69     |
| 21   | 76  | GER Thomas Nolte             | 1:35.40 | +9.57     |
| 22   | 72  | USA Stephen Lawler           | 1:38.33 | +12.50    |
| —    | 50  | GER Georg Kreiter            | DNF     | +9:99.9 ! |
| —    | 51  | SUI Christoph Kunz           | DNF     | +9:99.9 ! |
| —    | 58  | SUI Murat Pelit              | DNF     | +9:99.9 ! |
| —    | 65  | ITA Rene de Silvestro        | DNF     | +9:99.9 ! |
| —    | 67  | USA Jasmin Bambur            | DNF     | +9:99.9 ! |
| —    | 69  | AUT Simon Wallner            | DNF     | +9:99.9 ! |
| —    | 70  | JPN Kenji Natsume            | DNF     | +9:99.9 ! |
| —    | 73  | USA Josh Elliott             | DNF     | +9:99.9 ! |
| —    | 74  | CHI Nicolas Bisquertt Hudson | DNF     | +9:99.9 ! |
| —    | 80  | AUS Sam Tait                 | DNF     | +9:99.9 ! |
| —    | 75  | ARG Enrique Plantey          | DSQ     | +9:99.9 ! |

### Atletas em pé
| Pos. | Bib | Atleta                  | Tempo   | Diferença |
| ---- | --- | ----------------------- | ------- | --------- |
| 01 ! | 22  | SUI Theo Gmür           | 1:24.83 | —         |
| 02 ! | 14  | FRA Arthur Bauchet      | 1:26.64 | +1.81     |
| 03 ! | 24  | AUT Markus Salcher      | 1:27.89 | +3.06     |
| 4    | 17  | CAN Alexis Guimond      | 1:28.01 | +3.18     |
| 5    | 32  | NPA Alexey Bugaev       | 1:28.47 | +3.64     |
| 6    | 18  | SVK Martin France       | 1:28.66 | +3.83     |
| 7    | 20  | CAN Kirk Schornstein    | 1:29.28 | +4.45     |
| 8    | 33  | CAN Braydon Luscombe    | 1:29.39 | +4.56     |
| 9    | 15  | SUI Thomas Pfyl         | 1:29.40 | +4.57     |
| 10   | 19  | NZL Adam Hall           | 1:29.86 | +5.03     |
| 11   | 21  | FIN Santeri Kiiveri     | 1:30.03 | +5.20     |
| 12   | 23  | AUS Mitchell Gourley    | 1:30.34 | +5.51     |
| 13   | 28  | USA Thomas Walsh        | 1:30.38 | +5.55     |
| 14   | 30  | AUT Thomas Grochar      | 1:30.89 | +6.06     |
| 15   | 27  | JPN Hiraku Misawa       | 1:31.04 | +6.21     |
| 16   | 16  | NED Jeffrey Stuut       | 1:31.08 | +6.25     |
| 17   | 37  | USA Jamie Stanton       | 1:31.31 | +6.48     |
| 18   | 25  | SWE Aron Lindström      | 1:31.77 | +6.94     |
| 19   | 39  | NPA Alexander Alyabyev  | 1:31.83 | +7.00     |
| 20   | 35  | FRA Jordan Broisin      | 1:32.57 | +7.74     |
| 21   | 45  | SUI Michael Brügger     | 1:32.82 | +7.99     |
| 22   | 31  | GBR James Whitley       | 1:32.96 | +8.13     |
| 23   | 29  | AND Roger Puig Davi     | 1:32.97 | +8.14     |
| 24   | 44  | USA Andrew Haraghey     | 1:34.19 | +9.36     |
| 25   | 36  | GBR Chris Lloyd         | 1:34.43 | +9.60     |
| 26   | 41  | NPA Alexey Mikushin     | 1:34.76 | +9.93     |
| 27   | 46  | JPN Gakuta Koike        | 1:35.12 | +10.29    |
| 28   | 42  | ITA Davide Bendotti     | 1:35.75 | +10.92    |
| 29   | 47  | CZE Tomáš Vaverka       | 1:36.22 | +11.39    |
| 30   | 43  | CZE Miroslav Lidinský   | 1:39.26 | +14.43    |
| —    | 26  | SUI Robin Cuche         | DNF     | +9:99.9 ! |
| —    | 34  | AUT Nico Pajantschitsch | DNF     | +9:99.9 ! |
| —    | 38  | AUT Martin Würz         | DNF     | +9:99.9 ! |
| —    | 40  | AUS Jonty O'Callaghan   | DNF     | +9:99.9 ! |

### Deficientes visuais
| Pos. | Bib | Atleta                                              | País                             | Tempo   | Diferença |
| ---- | --- | --------------------------------------------------- | -------------------------------- | ------- | --------- |
| 01 ! | 7   | Jakub Krako Guia: Branislav Brozman                 | SVK Eslováquia                   | 1:26.11 | —         |
| 02 ! | 8   | Giacomo Bertagnolli Guia: Fabrizio Casal            | ITA Itália                       | 1:26.29 | +0.18     |
| 03 ! | 5   | Miroslav Haraus Guia: Maroš Hudík                   | SVK Eslováquia                   | 1:26.66 | +0.55     |
| 4    | 10  | Jon Santacana Maiztegui Guia: Miguel Galindo Garcés | ESP Espanha                      | 1:29.01 | +2.90     |
| 5    | 1   | Ivan Frantsev Guia: German Agranovskii              | NPA Atletas Paralímpicos Neutros | 1:29.30 | +3.19     |
| 6    | 9   | Valery Redkozubov Guia: Evgeny Geroev               | NPA Atletas Paralímpicos Neutros | 1:31.26 | +5.15     |
| 7    | 4   | Marek Kubačka Guia: Mária Zatovičová                | SVK Eslováquia                   | 1:31.97 | +5.86     |
| 8    | 2   | Gernot Morgenfurt Guia: Christoph Peter Gmeiner     | AUT Áustria                      | 1:32.14 | +6.03     |
| 9    | 3   | Kevin Burton Guia: Brandon Ashby                    | USA Estados Unidos               | 1:32.42 | +6.31     |
| 10   | 13  | Patrik Hetmer Guia: Miroslav Máčala                 | CZE República Checa              | 1:35.05 | +8.94     |
| 11   | 12  | Mark Bathum Guia: Cade Yamamoto                     | USA Estados Unidos               | 1:35.97 | +9.86     |
| 12   | 11  | Maciej Krężel Guia: Anna Ograzyńska                 | POL Polônia                      | 1:38.14 | +12.03    |
| —    | 6   | Mac Marcoux Guia: Jack Leitch                       | CAN Canadá                       | DNF     | +9:99.9 ! |

Legenda
| Recorde mundial      | Recorde mundial (World record)               |                       | Recorde africano                      | Recorde africano (African) |                                           | Q | Classificado por posição (Qualified) |
| Recorde paralímpico  | Recorde paralímpico (Paralympic record)      | Recorde da América    | Recorde da América (Americas)         | q                          | Classificado por melhor tempo (Qualified) |   |                                      |
| Melhor marca do ano  | Melhor marca do ano (World leading)          | Recorde asiático      | Recorde asiático (Asian)              | DNS                        | Não largou (Did not start)                |   |                                      |
| Recorde nacional     | Recorde nacional (National record)           | Recorde europeu       | Recorde europeu (European)            | DNF                        | Não terminou (Did not finish)             |   |                                      |
| Recorde pessoal      | Recorde pessoal do atleta (Personal best)    | Recorde da Oceania    | Recorde da Oceania (Oceania)          | DSQ / DQ                   | Desclassificado (Disqualified)            |   |                                      |
| Recorde da temporada | Recorde da temporada do atleta (Season best) | Recorde sul-americano | Recorde sul-americano (South America) | NM                         | Sem marca (No mark)                       |   |                                      |